# Stegnogramma xingwenensis
Stegnogramma xingwenensis är en kärrbräkenväxtart som beskrevs av Ren-Chang Ching och Y. X. Lin. Stegnogramma xingwenensis ingår i släktet Stegnogramma och familjen Thelypteridaceae. Inga underarter finns listade.